# Daniel Webster
Daniel Webster (Salisbury (New Hampshire), 18 januari 1782 - Marshfield (Massachusetts), 24 oktober 1852) was een invloedrijk Amerikaans politicus en minister van Buitenlandse Zaken (Secretary of State), eerst onder presidenten William Henry Harrison en John Tyler en later onder Millard Fillmore. Samen met Henry Clay en John C. Calhoun wordt Webster gerekend tot de grote drie oratoren die in de Amerikaanse Senaat dienden in de decennia voor de Amerikaanse Burgeroorlog.

## Vroege leven
Daniel Webster werd geboren als zoon van een arm boerengezin in New Hampshire. In 1801 studeerde Webster af aan het Dartmouth College waar hij zijn kunsten als publieke spreker toonde. In 1805 opende hij zijn eigen advocatenkantoor in Boscawen. Twee jaar later opende hij een nieuw kantoor in Portsmouth. Daar trouwde hij in 1808 met Grace Fletcher met wie hij een zoon zou hebben. Zijn vrouw overleed in 1828 waarna hij zou hertrouwen.

## Politieke start
Webster verkreeg al snel faam als advocaat en in 1812 ging hij de actieve politiek in als lid van de Federalisten. Hij werd in dat jaar gekozen in het Huis van Afgevaardigden als opponent van de Oorlog van 1812. Na twee termijnen verliet hij het Huis en richtte hij zich weer op de rechtsgeleerdheid.
In 1822 keerde hij terug naar het Congres en vanaf 1827 was hij lid van de Senaat als vertegenwoordiger van Massachusetts. Na het verval van de Federalisten sloot Webster zich aan bij de Nationaal Republikeinen, bij de factie die door Clay geleid werd. In een debat met senator Hayne uit South Carolina over tarieven hield hij in 1830 een beroemd geworden toespraak in de Senaat waar hij onder andere verklaarde liberty and Union, now and forever, one and inseparable.
In 1833 schaarde Webster zich achter president Andrew Jackson in diens strijd tegen South Carolina over de Nullificatiecrisis maar keerde hij zich tegen Jackson in de Bankstrijd. Enkele jaren later zou hij tevens zijn eerste van enkele onsuccesvolle pogingen lanceren om president van de Verenigde Staten te worden.

### Als minister van Buitenlandse Zaken
In 1841 werd Webster door president William Henry Harrison benoemd tot Secretary of State, een post die hij behield toen een maand later Tyler president werd, na de dood van Harrison door longontsteking. In 1842 was hij betrokken bij de totstandkoming van het Webster-Ashburtonakkoord, een verdrag met het Verenigd Koninkrijk dat de definitieve grens tussen de Verenigde Staten en Canada voor het grootste deel vastlegde.
In 1845 werd Webster wederom in de Senaat gekozen waar hij zich verzette tegen de annexatie van Texas en de Mexicaans-Amerikaanse Oorlog. Na die oorlog was de kwestie van de slavernij het heetste hangijzer dat de eenheid van het land bedreigde. In een toespraak tot de Senaat in 1850 schaarde hij zich achter het Compromis van 1850 dat een aantal vraagstukken met betrekking tot de slavernij, voor een aantal jaar, beslechtte en de eenheid van het land bewaarde (tot de Burgeroorlog zou uitbreken in 1861). Korte tijd later zou president Fillmore hem weer tot minister van Buitenlandse Zaken benoemen.
In oktober van 1852 kwam Webster te overlijden door een hersenbloeding na een val van zijn paard. Hij werd 70 jaar oud.